# سیدینها
سیدینها (انگلیسی: Cidinha؛ زادهٔ ۶ اکتبر ۱۹۷۶) بازیکن فوتبال اهل برزیل است.
از باشگاه‌هایی که در آن بازی کرده‌است می‌توان به باشگاه ورزشی واسکو دوگاما اشاره کرد.
وی همچنین در تیم ملی فوتبال زنان برزیل بازی کرده‌است.